# جافين بيرس
جافين بيرس (بالإنجليزية: Gavin Peers)‏ (10 نوفمبر 1985 بدبلن في جمهورية أيرلندا - ) هو لاعب كرة قدم أيرلندي في مركز الدفاع. شارك مع منتخب جمهورية أيرلندا تحت 23 سنة لكرة القدم ‏. أما مع النوادي، فقد لعب مع بلاكبيرن روفرز ونادي سليغو روفرز ونادي مانسفيلد تاون ودوري أيرلندا الحادي عشر ‏.

## روابط خارجية
- جافين بيرس على موقع قاعدة بيانات كرة القدم.إي يو (الإنجليزية)
- جافين بيرس على موقع Soccerway.com (الإنجليزية)
- جافين بيرس على موقع عالم كرة القدم.نت (الإنجليزية)